# Psammobatis lentiginosa
Psammobatis lentiginosa (лат.) — вид хрящевых рыб рода семейства Arhynchobatidae отряда скатообразных. Обитают в субтропических водах Атлантического океана между 20° и 40° ю. ш. и между 60° и 40° з. д. Встречаются на глубине до 160 м. Их крупные, уплощённые грудные плавники образуют округлый диск со треугольным рылом. Максимальная зарегистрированная длина 49 см. Яйцекладущий вид. Не являются объектом целевого промысла.

## Таксономия
Впервые новый вид был научно описан в 1983 году. Голотип представляет собой самца длиной 37 см, пойманного в водах Уругвая (34° ю. ш. 50° з. д.) на глубине 81 м. Видовой эпитет происходит от слова лат. lentigo — «веснушка».

## Ареал
Эти скаты обитают в водах Аргентины, Бразилии и Уругвая. Встречаются на континентальном шельфе на глубине 84—160 м.

## Описание
Широкие и плоские грудные плавники этих скатов образуют ромбический диск с широким треугольным рылом и закруглёнными краями. На вентральной стороне диска расположены 5 жаберных щелей, ноздри и рот. Хвост длиннее диска. На хвосте имеются латеральные складки. У этих скатов 2 редуцированных спинных плавника и редуцированный хвостовой плавник. Максимальная зарегистрированная длина 49 см.

## Биология
Эти скаты откладывают яйца, заключённые в роговую капсулу с «рожками» по углам.

## Взаимодействие с человеком
Эти скаты не являются объектом целевого лова. Данных для оценки Международным союзом охраны природы охранного статуса«вида недостаточно.